# Humble Pie
Gli Humble Pie sono un supergruppo rock britannico formato nel 1968. La formazione iniziale comprendeva Steve Marriott (che in precedenza era stato cantante, chitarrista e compositore degli Small Faces), Peter Frampton (in precedenza cantante e chitarrista degli Herd), Greg Ridley (in precedenza bassista degli Spooky Tooth) e il diciassettenne batterista Jerry Shirley. Ebbero grande successo negli Stati Uniti e furono molto seguiti anche in Gran Bretagna. Sono soprattutto ricordati per l'energico set che proponevano dal vivo nei primi anni '70 e per canzoni quali 30 Days in the Hole e I Don't Need No Doctor.

## Storia del gruppo
Verso la fine del 1968 Frampton era desideroso di andarsene dagli Herd infastidito dell'immagine troppo adolescenziale del gruppo: giovane talento della chitarra, aveva suonato con gli Small Faces in una sessione di registrazioni in Francia ed era diventato intimo amico di Marriott, celebre icona mod della Swinging London, anche lui frustrato da limitazioni sulla creatività, soprattutto nei concerti. Il frontman degli Small Faces consigliò a Frampton un batterista – Shirley – che conosceva da molto per il suo lavoro con il gruppo mod Apostolic Intervention. Per attendersi qualcosa da questo progetto bisognerà aspettare la fine dell'anno, quando Marriott, dopo un disastroso concerto degli Small Faces, telefonò a Frampton per chiedergli di aggiungersi alla sua band assieme a Ridley: nascevano così gli Humble Pie.

### Heavy metal
Gli Humble Pie furono subito considerati un “supergruppo” perché tutti i membri avevano suonato in band famose, ma essi, in contrasto con il termine e le sue implicazioni, svolsero le prove iniziali in segreto al Beehive Cottage a Moreton, Essex, la casa di Marriott. Dopo aver firmato un contratto discografico con la Immediate Records di Andrew Loog Oldham, fecero uscire nell'estate del 1969 il singolo Natural Born Boogie (che arrivò al quarto posto delle classifiche inglesi) e poi l'LP As Safe As Yesterday Is (16º posto della classifica degli album).
Fu nella recensione al disco di Mike Saunders per Rolling Stone che comparve per la prima volta il termine heavy metal che era in precedenza già stato usato dagli Steppenwolf nel testo di Born to Be Wild. Non a caso la prima traccia di As Safe As Yesterday Is è una cover di Desperation la cui versione originale si può ascoltare sull'album Steppenwolf. Nel novembre dello stesso anno pubblicarono il secondo LP Town and Country dalle sonorità più marcatamente acustiche con brani composti in alternanza da tutti i quattro membri. Nei primi nove mesi di esistenza la band incise più di trenta canzoni, alcune delle quali restarono inedite per molti anni. Le scarse vendite di Town and Country non giovarono al già serio indebitamento della casa discografica che dovette fallire.
L'etichetta A&M Records che li mise sotto contratto puntò subito al mercato americano e il nuovo manager Dee Anthony li convinse ad abbandonare il suono unplugged con cui gli Humble Pie erano soliti aprire i concerti, consigliando un sound più elettrico e rumoroso e spingendo Marriott a divenire il vero frontman. Come conseguenza, il terzo album Humble Pie e il quarto Rock On rappresentano un'evoluzione verso uno stile tra progressive e hard rock, mentre i concerti negli Stati Uniti consacrarono la grande popolarità delle loro esibizioni dal vivo: Performance Rockin' the Fillmore uscito nel 1971 ne è la testimonianza, con l'epica traccia veloce-lenta-veloce I Don't Need No Doctor. Frampton si licenziò dalla band all'uscita dell'album e cominciò una lunga e fortunata carriera da solista.

### Clem Clempson e le Blackberries

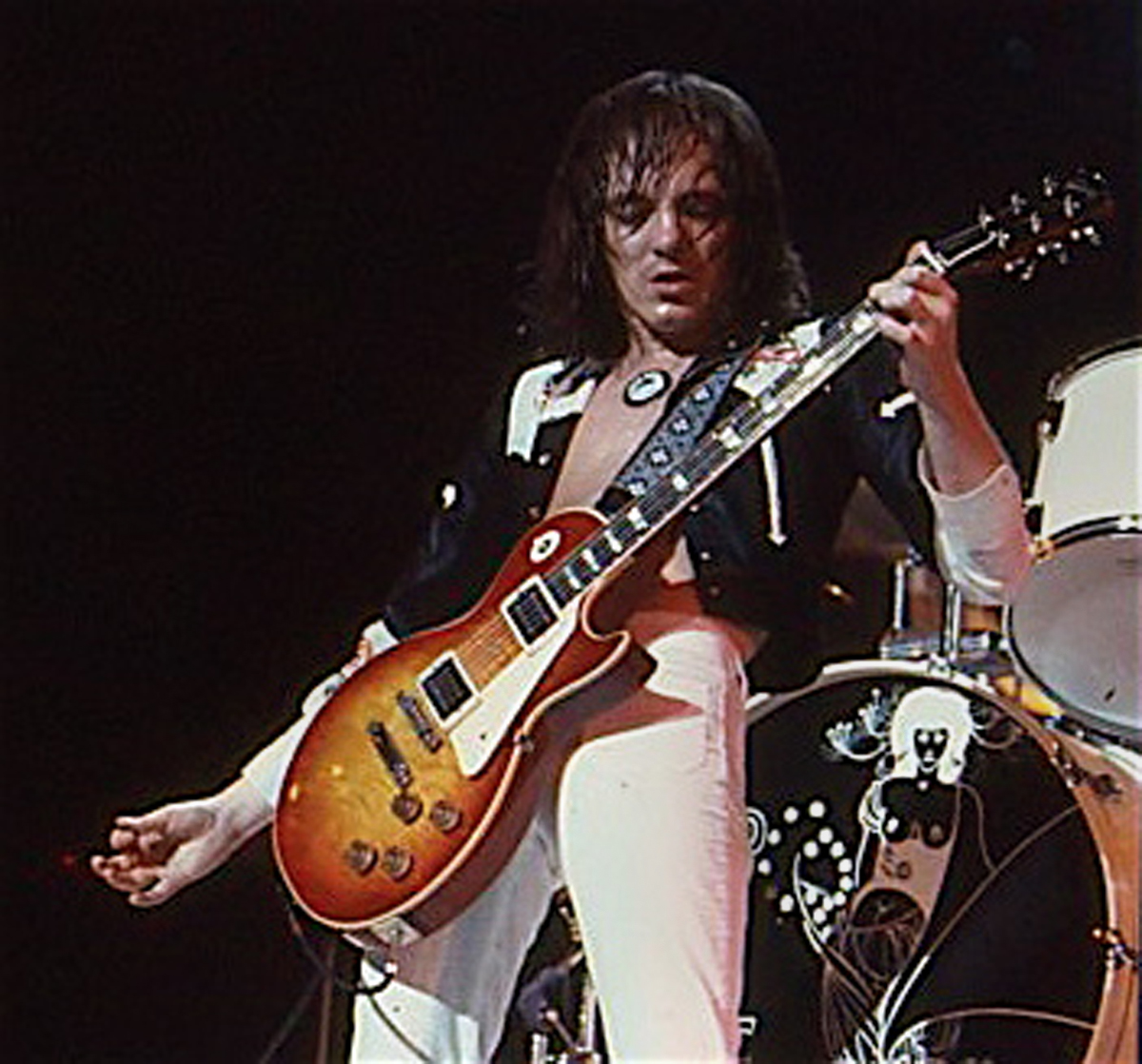
Steve Marriott

Frampton fu sostituito da Dave “Clem” Clempson ex Bakerloo e Colosseum, e il gruppo si indirizzò verso sonorità più graffianti sfruttando però la vena blues e soul di Marriott. Nel 1972 pubblicarono Smokin' che contiene Hot 'n' Nasty e 30 Days in the Hole: fu il disco commercialmente più di successo, raggiunse la sesta posizione nella Billboard 200 e convinse l'etichetta a pubblicare i primi due dischi in un unico album dal titolo Lost and Found.
Marriott reclutò allora con il nome di The Blackberries un terzetto di coriste: Venetta Fields, Clyde King e Sherlie Matthews (poi sostituita da Billie Barnum) che vantava un curriculum di collaborazioni comprendente Tina Turner (con il nome The Ikettes) e Ray Charles (come The Raelettes). L'aggiunta di Sidney George al sax portò alla pubblicazione del doppio Eat It: il lato 1 comprende brani originali scritti da Marriott, il lato 2 cover di classici R&b, il lato 3 brani acustici scritti da Marriott e il lato 4 fu registrato dal vivo a Glasgow.
Seguirono gli LP Thunderbox (1974) e Street Rats (1975), registrazioni che erano state pensate per un album solista di Marriott e che vedono l'esaurirsi dell'ispirazione: dopo il Goodbye Pie Tour del 1975 con l'aggiunta del tastierista Tim Hinkley, il gruppo si sciolse.

### Altre formazioni
Nel 1979 il sempre attivo Marriott fece rivivere il gruppo assieme Jerry Shirley e con l'aggiunta di Bobby Tench (del Jeff Beck Group) alla chitarra e Anthony “Sooty” Jones al basso: registrarono con la Atco Records gli album On to Victory nel 1980 e Go for the Throat nel 1981 ma il progetto fu abbandonato durante il tour del 1981 a causa, tra l'altro, di un'ulcera duodenale che fece ammalare Marriott. 
Nel 1991 Marriott e Frampton cominciarono una collaborazione con l'obbiettivo di una rinascita degli Humble Pie ma sabato 20 aprile 1991 un incendio provocò la morte di Marriott nel suo cottage. Le due canzoni che avevano inciso insieme The Bigger They Come e I Won't Let You Down furono incluse nel disco di Frampton Shine On: A Collection.
Jerry Shirley aveva invece formato nel 1989 a Cleveland con altri musicisti tra i quali il chitarrista Charlie Huhn il gruppo Humble Pie Featuring Jerry Shirley: si esibirono al Woodstock Festival 20th Anniversary Celebration nel 1989 e in molte altre occasioni senza mai incidere album ufficiali fino al 2002 quando uscì, con nuove canzoni, Back On Track nel quale suonarono Greg Ridley, Bobby Tench (voce e chitarra) e David Colwell (chitarra). 
Per il decimo anniversario della morte di Marriott, nel 2001 a Londra Peter Frampton, Clem Clempson, Greg Ridley e Jerry Shirley suonarono insieme nel Steve Marriott Tribute Concert poi pubblicato in DVD con il titolo The Steve Marriott Astoria Memorial Concert 2001 e in CD con il titolo One More for the Old Tosser. Al concerto suonarono anche Bobby Tench, Zak Starkey, John Bundrick e Rick Wills. Greg Ridley è scomparso il 19 novembre 2003 ad Alicante all'età di 56 anni.

## Discografia

### Album in studio
- 1969 - As Safe as Yesterday Is
- 1969 - Town and Country
- 1970 - Humble Pie
- 1971 - Rock On
- 1972 - Smokin'
- 1973 - Eat It
- 1974 - Thunderbox
- 1975 - Street Rats
- 1980 - On to Victory
- 1981 - Go for the Throat
- 2002 - Back on Track

### Live
- 1971 - Performance: Rockin' the Fillmore (A&M Records) Doppio LP
- 1996 - King Biscuit Flower Hour Presents - Humble Pie In Concert (King Biscuit Flower Hour Records) Live del 1973
- 2001 - Live at the Whiskey A-Go-Go '69 (Castle Records) Live del 1969
- 2006 - One More for the Old Tosser: Steve Marriott Memorial Concert (Wapping Wharf Records)

### Raccolte
- 1972 - Lost and Found (A&M Records) 2 LP, contiene i primi due album
- 1976 - Back Home Again (Immediate Records)
- 1977 - Greatest Hits (Immediate Records)
- 1982 - The Best (A&M Records)
- 1986 - The Humble Pie Collection (Castle Communications Records)
- 1987 - Classics Volume 14 (A&M Records)
- 1994 - Hot 'n' Nasty: The Anthology (A&M Records) 2 CD
- 1995 - The Immediate Years (Charly Records) 2 CD
- 1999 - The Scrubbers Sessions (Archive Records)
- 1999 - Running with the Pack (Pilot Records)
- 2000 - Natural Born Bugie - The Immediate Anthology (Castle Music Records)
- 2000 - Extended Versions (BMG Special Products Records)
- 2000 - 20th Century Masters: The Millennium Collection (A&M Records)
- 2005 - The Atlanta Years (Wapping Wharf Records) contiene inediti del 1980 e tracce live del 1983
- 2006 - The Definitive Collection (A&M Records)

## Formazione

### Formazione attuale
- Dave Walker, voce (2018-presente)
- Johnny Warman, chitarra (2018-presente)
- Zoot Money, tastiera (1995-2002; 2018-presente)
- Nigel Harrison, basso (1989-2002; 2018-presente)
- Jerry Shirley, batteria (1969-1975; 1979-1982; 1989-2002; 2018-presente)

### Ex componenti
- Steve Marriott, voce, chitarra (1968-1975)
- Peter Frampton, voce, chitarra (1969-1972)
- Greg Ridley, basso (1969-1973)
- Clem Clempson, chitarra (1973-1975;2018-2020)

## Videografia
- The Steve Marriott Astoria Memorial Concert 2001 (2005)